# Canto (Literatur)
Canto (Plural: canti, von italienisch canto „Gesang“, ursprünglich vom lateinisch canto „ich singe“) bezeichnet in der Literatur eine Einheit langer Gedichte, insbesondere von Epen.
Die Bezeichnung geht auf die Einteilung der Homerischen Epen Ilias und Odyssee in jeweils 24 Bücher zurück, die seit Johann Heinrich Voss’ Übersetzung im Deutschen als „Gesänge“ bezeichnet werden. Eine vergleichbare Struktur findet sich auch in anderen antiken Epen, insbesondere der Aeneis von Vergil, die wiederum Vorlage für Dantes Göttliche Komödie (100 Canti) war. Auch das indische Nationalepos, Valmikis Ramayana, ist in Gesänge gegliedert.
Explizit als Canto bezeichneten in der Neuzeit die Dichter Lord Byron (1788–1824) und Ezra Pound (1885–1972) die kleinste Einheit ihrer berühmten Gedichtsammlungen Childe Harold’s Pilgrimage (Lord Byron) und The Cantos (Ezra Pound). Insbesondere Ezra Pounds Hauptwerk hat die Gattung und den Begriff der Cantos im 20. Jahrhundert lebendig gehalten.
Auch das lyrische Werk von Giacomo Leopardi (1798–1837) wird unter Canti/Gesänge zusammengefasst – es handelt sich dabei aber um kein Versepos. Ein Einzelstück bezeichnet der Begriff Canto auch in Pablo Nerudas Canto General, der von Mikis Theodorakis vertont wurde. Die Gattungsbezeichnung ist bei Leopardi und Neruda weniger spezifisch als bei den erwähnten englischsprachigen Dichtern – in den romanischen Sprachen ist der Ausdruck 'canto' auch alltagssprachlich gebräuchlich.